# 북아일랜드의 주

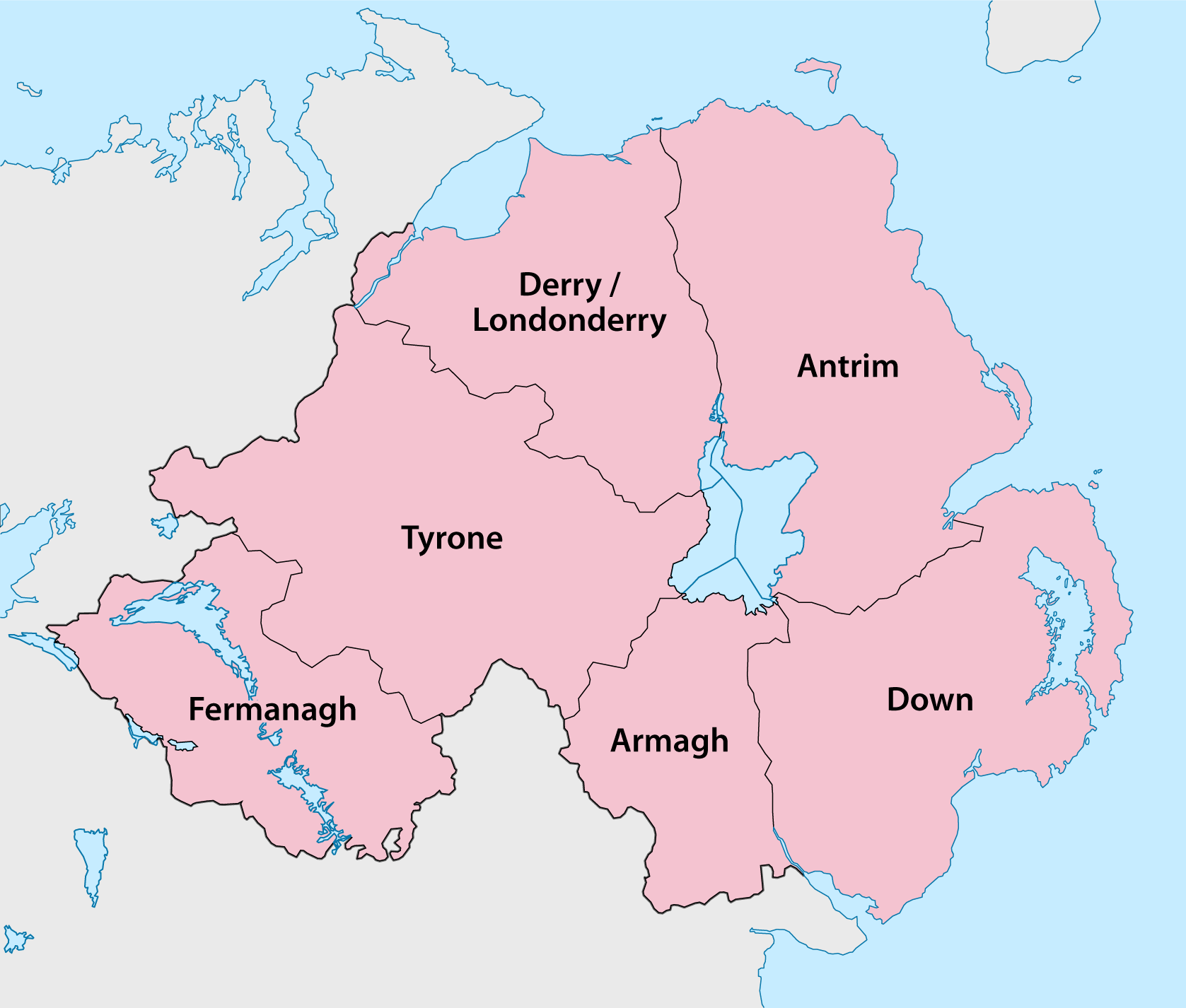
북아일랜드의 주

북아일랜드의 주는 다운주, 런던데리주, 아마주, 앤트림주, 티론주, 퍼매너 주로 이루어져 있다.

## 같이 보기
- 북아일랜드의 행정 구역